# Championnat de Russie de football 2021-2022
Navigation
Édition précédente Édition suivante
CSKA Moscou
Dynamo Moscou
Lokomotiv Moscou
Spartak Moscou
La saison 2021-2022 de Premier-Liga est la trentième édition de la première division russe. C'est la onzième édition à suivre un calendrier « automne-printemps » à cheval sur deux années civiles. Elle démarre le 23 juillet 2021 pour s'achever le 22 mai 2022, avec une trêve hivernale entre décembre 2021 et février 2022.
Les seize meilleurs clubs du pays sont regroupés au sein d'une poule unique où ils s'affrontent à deux reprises, à domicile et à l'extérieur, jouant chacun 30 rencontres pour un total de 240 matchs.
En fin de saison, le premier au classement est sacré champion de Russie. En raison de l'invasion de l'Ukraine par la Russie, les clubs russes sont suspendus de toutes compétitions internationales et ne seront pas qualifiés pour les éditions 2022-2023 des tournois de l'UEFA.
Dans le bas de classement, les deux derniers du classement sont directement relégués en deuxième division. Le treizième et le quatorzième disputent quant à eux un barrage de relégation face au troisième et au quatrième du deuxième échelon.
Le Zénith Saint-Pétersbourg remporte à cette occasion son huitième titre de champion de Russie, le quatrième consécutif, assurant sa victoire avec trois matchs restants et finissant sur un total de 65 points. Son dauphin est le FK Sotchi avec 56 unités tandis que le podium est complété par le Dynamo Moscou à 53 points. À l'autre bout du classement, l'Arsenal Toula et le Rubin Kazan terminent dans les deux dernières places et sont relégués directement, ce dernier connaissant sa première descente depuis 2002. Les barrages voient quant à eux le FK Khimki réussir à se maintenir aux dépens du SKA-Khabarovsk tandis que le FK Oufa est quant à lui relégué après avoir été battu par le FK Orenbourg.
Le meilleur buteur de la compétition est Gamid Agalarov du FK Oufa, auteur de 19 des 29 buts marqués par son équipe. Il est suivi par Mateo Cassierra (en) du FK Sotchi et Dmitri Poloz du FK Rostov avec 14 réalisations chacun. Le meilleur passeur est quant à lui Anton Zinkovski du Krylia Sovetov Samara avec neuf passes décisives délivrées. Son dauphin est Sebastian Szymański du Dynamo Moscou qui en comptabilise huit tandis que huit joueurs se partagent la troisième place avec six passes décisives chacun. Le meilleur joueur de la saison est le Brésilien Claudinho.

## Clubs participants
Un total de seize équipes participent au championnat, quatorze d'entre elles étant déjà présentes la saison précédente. À celles-ci s'ajoutent deux promus de deuxième division, le Krylia Sovetov Samara et le FK Nijni Novgorod, qui remplacent le FK Tambov et le Rotor Volgograd, relégués au terme de l'exercice 2020-2021.
Parmi ces clubs, les trois équipes moscovites du CSKA, du Lokomotiv et du Spartak sont les seules à n'avoir jamais quitté le championnat depuis sa fondation en 1992. En dehors de celles-ci, le Zénith Saint-Pétersbourg évolue continuellement dans l'élite depuis la saison 1996 tandis que le Rubin Kazan (2003), l'Akhmat Grozny (2008) et le FK Rostov (2009) sont présents depuis les années 2000.
Légende des couleurs
- Phase de groupes de la Ligue des champions 2021-2022
- Troisième tour de qualification de la Ligue des champions 2021-2022
- Phase de groupes de la Ligue Europa 2021-2022
- Troisième tour de qualification de la Ligue Europa Conférence 2021-2022
- Deuxième tour de qualification de la Ligue Europa Conférence 2021-2022
- Promu de deuxième division

| Club                     | Présent depuis | Classement 2020-2021 | Entraîneur             | Stade                   | Capacité théorique |
| ------------------------ | -------------- | -------------------- | ---------------------- | ----------------------- | ------------------ |
| Zénith Saint-Pétersbourg | 1996           | 1                    | Sergueï Semak          | Stade Krestovski        | 64 287             |
| Spartak Moscou           | 1992           | 2                    | Paolo Vanoli           | Otkrytie Arena          | 42 000             |
| Lokomotiv Moscou         | 1992           | 3                    | Zaur Khapov (en)       | Stade Lokomotiv         | 28 800             |
| Rubin Kazan              | 2003           | 4                    | Leonid Sloutski        | Kazan Arena             | 45 379             |
| FK Sotchi                | 2019           | 5                    | Vladimir Fedotov       | Stade olympique Ficht   | 45 000             |
| CSKA Moscou              | 1992           | 6                    | Alexeï Bérézoutski     | VEB Arena               | 30 000             |
| Dynamo Moscou            | 2017           | 7                    | Sandro Schwarz         | VTB Arena               | 26 700             |
| FK Khimki                | 2020           | 8                    | Sergueï Iouran         | Arena Khimki            | 18 636             |
| FK Rostov                | 2009           | 9                    | Valeri Karpine         | Rostov Arena            | 43 472             |
| FK Krasnodar             | 2011           | 10                   | Aleksandr Storojouk    | Stade de Krasnodar      | 34 291             |
| Akhmat Grozny            | 2008           | 11                   | Andreï Talalaïev       | Akhmad Arena            | 30 597             |
| Oural Iekaterinbourg     | 2014           | 12                   | Igor Chalimov          | Stade central           | 25 000             |
| FK Oufa                  | 2014           | 13                   | Alekseï Stoukalov (en) | Stade Neftianik (en)    | 15 234             |
| Arsenal Toula            | 2016           | 14                   | Miodrag Božović        | Stade Arsenal (en)      | 20 048             |
| Krylia Sovetov Samara    | 2021           | 1 (D2)               | Igor Osinkine (en)     | Samara Arena            | 44 918             |
| FK Nijni Novgorod        | 2021           | 3 (D2)               | Aleksandr Kerjakov     | Stade de Nijni Novgorod | 45 253             |

1. 1 2 3  N'est ici comptée que la période depuis la fondation du championnat russe en 1992, indépendamment de l'éventuelle présence dans l'ancien championnat soviétique dont il est le successeur.

### Changements d'entraîneur
| Club                 | Entraîneur partant          | Date de départ    | Position   | Entraîneur arrivant         | Date d'arrivée    |
| -------------------- | --------------------------- | ----------------- | ---------- | --------------------------- | ----------------- |
| Spartak Moscou       | Domenico Tedesco            | 31 mai 2021       | Pré-saison | Rui Vitória                 | 1er juin 2021     |
| CSKA Moscou          | Ivica Olić                  | 15 juin 2021      | Pré-saison | Alexeï Bérézoutski          | 15 juin 2021      |
| FK Nijni Novgorod    | Anton Khazov (en) (intérim) | 17 juin 2021      | Pré-saison | Aleksandr Kerjakov          | 17 juin 2021      |
| FK Rostov            | Valeri Karpine              | 2 août 2021       | 15e        | Iouri Siomine               | 4 août 2021       |
| Oural Iekaterinbourg | Iouri Matveïev              | 10 août 2021      | 15e        | Igor Chalimov               | 10 août 2021      |
| Arsenal Toula        | Dmytro Parfenov             | 2 septembre 2021  | 15e        | Miodrag Božović             | 3 septembre 2021  |
| FK Rostov            | Iouri Siomine               | 25 septembre 2021 | 14e        | Zaur Tedeïev (intérim)      | 25 septembre 2021 |
| Lokomotiv Moscou     | Marko Nikolić               | 5 octobre 2021    | 4e         | Markus Gisdol               | 10 octobre 2021   |
| FK Khimki            | Igor Tcherevtchenko         | 25 octobre 2021   | 14e        | Igor Iouchtchenko (intérim) | 25 octobre 2021   |
| FK Rostov            | Zaur Tedeïev (intérim)      | 26 octobre 2021   | 12e        | Vitali Kafanov (en)         | 26 octobre 2021   |
| FK Khimki            | Igor Iouchtchenko (intérim) | 19 novembre 2021  | 14e        | Igor Tcherevtchenko         | 19 novembre 2021  |
| Spartak Moscou       | Rui Vitória                 | 15 décembre 2021  | 9e         | Paolo Vanoli                | 17 décembre 2021  |
| FK Krasnodar         | Viktor Goncharenko          | 5 janvier 2022    | 5e         | Daniel Farke (en)           | 13 janvier 2022   |
| FK Khimki            | Igor Tcherevtchenko         | 22 février 2022   | 16e        | Sergueï Iouran              | 23 février 2022   |
| Lokomotiv Moscou     | Markus Gisdol               | 1er mars 2022     | 7e         | Dmitri Loskov (intérim)     | 1er mars 2022     |
| FK Krasnodar         | Daniel Farke (en)           | 2 mars 2022       | 6e         | Aleksandr Storojouk         | 2 mars 2022       |
| FK Rostov            | Vitali Kafanov (en)         | 10 mars 2022      | 14e        | Valeri Karpine              | 10 mars 2022      |
| Lokomotiv Moscou     | Dmitri Loskov (intérim)     | 4 avril 2022      | 5e         | Zaur Khapov (en)            | 4 avril 2022      |

## Calendrier
Il s'agît de la dixième édition de la compétition à suivre un calendrier « automne-printemps » à cheval sur deux années, format adopté par la fédération russe pour tous ses championnats professionnels en 2010. En raison de l'hiver russe très rugueux, celle-ci est entrecoupée d'une trêve hivernale allant du  13 décembre 2021 au 25 février 2022. Les matchs de championnat se jouent généralement durant le week-end, bien que quelques manches soient placées en cours de semaine.
Le tableau suivant récapitule le calendrier prévisionnel du championnat pour la saison 2021-2022. Les tours de la Coupe de Russie, de Ligue des champions, de Ligue Europa et de Ligue Conférence auxquels participent des clubs de Premier-Liga sont également indiqués.

## Compétition

### Format
Le championnat se compose de seize équipes professionnelles qui s'affrontent chacune deux fois, à domicile et à l'extérieur, pour un total de trente matchs disputés pour chaque équipe.
À l'issue de la saison, le premier au classement remporte la compétition et est désigné champion de Russie. Il obtient dans la foulée une place pour la phase de groupes de la Ligue des champions 2022-2023, tandis que le deuxième se qualifie pour le troisième tour de qualification de cette même compétition. Le troisième au classement est quant à lui éligible pour une place dans le troisième tour de qualification de la Ligue Europa Conférence 2022-2023 tandis que le cinquième se qualifie pour le deuxième tour de qualification. Le vainqueur de la Coupe de Russie 2021-2022 se voit quant à lui attribuer une place pour les barrages de la Ligue Europa 2022-2023. Si ce dernier est déjà qualifié pour une coupe d'Europe par le biais de son classement, l'ordre des qualifications est décalé d'un rang, de sorte que la cinquième position devienne elle aussi qualificative.
De l'autre côté du classement, les deux derniers à l'issue de la saison sont directement relégués en deuxième division. Le treizième et le quatorzième sont quant à eux qualifiés pour les barrages de relégation où ils affrontent le troisième et le quatrième de la division inférieure dans le cadre de confrontations en deux manches afin de déterminer les deux derniers participants à la saison 2022-2023.
Dans le contexte de l'invasion de l'Ukraine par la Russie, la FIFA et l'UEFA annoncent le 28 février 2022 la suspension de la sélection nationale ainsi que des clubs russes de l'ensemble des compétitions internationales. Cette décision annule donc les qualifications pour les différentes compétitions européennes.

### Critères de départage
Les équipes sont classées selon leur nombre de points. Ceux-ci sont attribués selon un barème de trois points pour une victoire, un seul pour un match nul et aucun pour une défaite. Pour départager les équipes à égalité de points, les critères suivants sont appliqués :
1. Résultats lors des confrontations directes (dans l'ordre : nombre de points, matchs gagnés, différence de buts, buts marqués) ;
2. Nombre de matchs gagnés ;
3. Différence de buts générale ;
4. Nombre de buts marqués ;

En cas d'égalité absolue entre deux équipes, même après application des critères précédents, les deux équipes sont départagées par un match d'appui.

### Classement et résultats

#### Classement
| Rang | Équipe                       | Pts | J  | G  | N  | P  | Bp | Bc | Diff |
| ---- | ---------------------------- | --- | -- | -- | -- | -- | -- | -- | ---- |
| 1    | Zénith Saint-Pétersbourg T S | 65  | 30 | 19 | 8  | 3  | 66 | 28 | +38  |
| 2    | FK Sotchi                    | 56  | 30 | 17 | 5  | 8  | 54 | 30 | +24  |
| 3    | Dynamo Moscou                | 53  | 30 | 16 | 5  | 9  | 53 | 41 | +12  |
| 4    | FK Krasnodar                 | 50  | 30 | 14 | 8  | 8  | 42 | 30 | +12  |
| 5    | CSKA Moscou                  | 50  | 30 | 15 | 5  | 10 | 42 | 29 | +13  |
| 6    | Lokomotiv Moscou             | 48  | 30 | 13 | 9  | 8  | 43 | 39 | +4   |
| 7    | Akhmat Grozny                | 42  | 30 | 13 | 3  | 14 | 36 | 38 | -2   |
| 8    | Krylia Sovetov Samara P      | 41  | 30 | 12 | 5  | 13 | 39 | 36 | +3   |
| 9    | FK Rostov                    | 38  | 30 | 10 | 8  | 12 | 47 | 51 | -4   |
| 10   | Spartak Moscou C             | 38  | 30 | 10 | 8  | 12 | 37 | 41 | -4   |
| 11   | FK Nijni Novgorod P          | 33  | 30 | 8  | 9  | 13 | 26 | 39 | -13  |
| 12   | Oural Iekaterinbourg         | 33  | 30 | 8  | 9  | 13 | 27 | 35 | -8   |
| 13   | FK Khimki                    | 32  | 30 | 7  | 11 | 12 | 34 | 47 | -13  |
| 14   | FK Oufa                      | 30  | 30 | 6  | 12 | 12 | 29 | 40 | -11  |
| 15   | Rubin Kazan                  | 29  | 30 | 8  | 5  | 17 | 34 | 56 | -22  |
| 16   | Arsenal Toula                | 23  | 30 | 5  | 8  | 17 | 30 | 59 | -29  |

Champion de Russie
- 1er : Champion

Relégation en deuxième division
- 13e et 14e : barrages de relégation
- 15e et 16e : relégation

Abréviations
- T : Tenant du titre
- C : Vainqueur de la Coupe de Russie 2021-2022
- S : Vainqueur de la Supercoupe de Russie 2021
- P : Promu de deuxième division

#### Résultats
| Résultats (▼dom., ►ext.)                                   | AKH | ARS | CSKA | DYN | KHI | KRA | KRY | LOK | NIJ | OUF | OUR | ROS | RUB | SOT | SPA | ZEN |
| Akhmat Grozny                                              |     | 2-1 | 2-0  | 2-1 | 4-1 | 0-2 | 1-0 | 2-3 | 3-1 | 2-1 | 1-0 | 2-0 | 1-2 | 1-2 | 0-1 | 0-2 |
| Arsenal Toula                                              | 0-0 |     | 2-2  | 1-4 | 0-0 | 1-1 | 2-1 | 3-1 | 2-2 | 0-0 | 1-2 | 1-2 | 0-3 | 1-2 | 1-1 | 2-1 |
| CSKA Moscou                                                | 2-0 | 2-0 |      | 1-0 | 0-0 | 0-0 | 3-1 | 1-2 | 1-0 | 1-0 | 2-2 | 4-0 | 6-1 | 0-1 | 1-0 | 0-2 |
| Dynamo Moscou                                              | 2-0 | 5-1 | 2-1  |     | 4-1 | 1-0 | 0-1 | 1-1 | 1-2 | 2-0 | 2-3 | 1-1 | 2-0 | 1-5 | 0-2 | 1-1 |
| FK Khimki                                                  | 2-0 | 1-2 | 4-2  | 0-3 |     | 3-3 | 4-1 | 0-0 | 1-1 | 1-1 | 0-0 | 1-1 | 1-1 | 0-0 | 2-1 | 1-3 |
| FK Krasnodar                                               | 1-1 | 3-2 | 1-0  | 0-1 | 0-1 |     | 0-1 | 1-0 | 0-0 | 1-1 | 2-1 | 2-1 | 2-0 | 3-0 | 2-1 | 1-3 |
| Krylia Sovetov Samara                                      | 1-2 | 2-2 | 0-1  | 5-2 | 3-0 | 2-0 |     | 0-1 | 2-0 | 1-2 | 1-1 | 4-2 | 2-0 | 1-0 | 0-1 | 1-1 |
| Lokomotiv Moscou                                           | 1-2 | 3-1 | 1-2  | 3-3 | 3-2 | 2-1 | 2-0 |     | 2-1 | 2-0 | 0-1 | 1-2 | 1-0 | 2-1 | 1-0 | 1-1 |
| FK Nijni Novgorod                                          | 0-1 | 2-3 | 0-2  | 0-1 | 0-0 | 1-4 | 0-0 | 1-2 |     | 1-2 | 1-0 | 1-2 | 2-1 | 1-0 | 1-1 | 1-0 |
| FK Oufa                                                    | 1-0 | 2-1 | 1-1  | 2-3 | 3-2 | 1-1 | 1-2 | 1-1 | 0-0 |     | 0-1 | 0-0 | 1-1 | 1-2 | 1-1 | 1-1 |
| Oural Iekaterinbourg                                       | 0-0 | 2-0 | 0-1  | 0-1 | 0-1 | 0-3 | 0-1 | 0-0 | 1-1 | 2-1 |     | 1-1 | 3-0 | 1-1 | 1-3 | 0-0 |
| FK Rostov                                                  | 1-2 | 4-0 | 1-3  | 0-2 | 1-0 | 1-1 | 1-0 | 4-1 | 1-2 | 2-2 | 1-4 |     | 5-1 | 0-1 | 3-2 | 2-4 |
| Rubin Kazan                                                | 2-1 | 1-0 | 1-0  | 2-3 | 2-3 | 0-1 | 1-1 | 2-2 | 0-1 | 1-2 | 4-0 | 1-2 |     | 0-6 | 1-0 | 1-3 |
| FK Sotchi                                                  | 3-2 | 2-0 | 4-1  | 0-1 | 3-0 | 1-2 | 2-3 | 2-2 | 0-0 | 3-1 | 2-0 | 3-2 | 1-2 |     | 3-0 | 0-0 |
| Spartak Moscou                                             | 2-1 | 3-0 | 0-2  | 2-2 | 3-1 | 1-2 | 2-1 | 1-1 | 1-2 | 2-0 | 1-0 | 1-1 | 1-1 | 1-2 |     | 1-1 |
| Zénith Saint-Pétersbourg                                   | 3-1 | 3-0 | 1-0  | 4-1 | 1-0 | 3-2 | 2-1 | 3-1 | 5-1 | 2-0 | 3-1 | 2-2 | 3-2 | 1-2 | 7-1 |     |
| - Victoire à domicile - Match nul - Victoire à l'extérieur |     |     |      |     |     |     |     |     |     |     |     |     |     |     |     |     |

### Barrages de relégation
Le treizième et le quatorzième du championnat affrontent respectivement le quatrième et le troisième de la deuxième division à la fin de la saison dans le cadre d'un barrage aller-retour. Ces rencontres sont disputées les 25 et 28 mai 2022. Elles opposent ainsi le FK Khimki au SKA-Khabarovsk et le FK Oufa au FK Orenbourg, le match aller se jouant sur la pelouse de l'équipe du second échelon et la rencontre retour sur celle du club de première division.
Cette première confrontation voit dans un premier temps le SKA s'imposer chez lui sur le score de 1-0 grâce à un but d'Emerson (en) au quart d'heure de jeu. Les Khimkiens renversent cependant la tendance au match retour, égalisant rapidement par l'intermédiaire de Denis Glouchakov sur penalty à la 7e minute avant de prendre l'avantage sur un but de Reziuan Mirzov juste avant la mi-temps. Aleksandr Dolgov (en) porte ensuite le score à 3-0 en début de deuxième période, permettant à Khimki d'assurer son maintien sur le score cumulé de 3 buts à 1.
De son côté, Oufa prend rapidement les devants sur la pelouse d'Orenbourg grâce à un penalty de Gamid Agalarov à la 19e minute de jeu avant qu'un autre penalty transformé cette fois par Vladislav Kamilov (en) ne donne un avantage de deux buts aux Oufiens à l'heure de jeu. Les hôtes finissent cependant par revenir dans la partie, Renato Gojković (en) réduisant l'écart à la 70e minute avant qu'Andreï Malykh (en) ne remette les deux équipes à égalité un quart d'heure plus tard, le match aller s'achevant sur le score final de 2 buts partout. Lors du match retour à Oufa, c'est cette fois Orenbourg qui prend l'avantage dès la 13e minute sur un but de Joel Fameyeh (en). Les hôtes finissent par réagir juste avant la mi-temps par l'intermédiaire de Iouri Jouravlov qui remet les deux équipes à égalité, avec cependant un avantage aux buts à l'extérieur pour Oufa. À l'issue d'une seconde période très tendue ponctuée de huit cartons jaunes, Orenbourg finit par trouver la faille durant le temps additionnel lorsqu'Andreï Malykh inscrit le but de la victoire, assurant ainsi la promotion des siens ainsi que la relégation d'Oufa en deuxième division.
Légende des couleurs
- Maintien en première division.
- Promotion en première division.
- Maintien en deuxième division.
- Relégation en deuxième division.

| Équipe              | Aller | Total | Retour | Équipe         |
| ------------------- | ----- | ----- | ------ | -------------- |
| SKA-Khabarovsk (D2) | 1 - 0 | 1 - 3 | 0 - 3  | (D1) FK Khimki |
| FK Orenbourg (D2)   | 2 - 2 | 4 - 3 | 2 - 1  | (D1) FK Oufa   |

| Entraîneur :       |
| Alekseï Poddoubski |

| Remplaçants :  |
| Sergueï Iouran |

| Entraîneur :       |
| Alekseï Poddoubski |

| Remplaçants :  |
| Sergueï Iouran |

| Entraîneur :   |
| Sergueï Iouran |

| Entraîneur :       |
| Alekseï Poddoubski |

| Entraîneur :   |
| Sergueï Iouran |

| Entraîneur :       |
| Alekseï Poddoubski |

| Entraîneur :      |
| Marcel Lička (en) |

| Entraîneur :           |
| Alekseï Stoukalov (en) |

| Entraîneur :      |
| Marcel Lička (en) |

| Entraîneur :           |
| Alekseï Stoukalov (en) |

| Entraîneur :           |
| Alekseï Stoukalov (en) |

| Entraîneur :      |
| Marcel Lička (en) |

| Entraîneur :           |
| Alekseï Stoukalov (en) |

| Entraîneur :      |
| Marcel Lička (en) |

## Résumé de la saison

### Première partie de saison

#### Classement à la trêve hivernale
| Rang | Équipe                       | Pts | J  | G  | N | P | Bp | Bc | Diff |
| ---- | ---------------------------- | --- | -- | -- | - | - | -- | -- | ---- |
| 1    | Zénith Saint-Pétersbourg T S | 38  | 18 | 11 | 5 | 2 | 44 | 20 | +24  |
| 2    | Dynamo Moscou                | 36  | 18 | 11 | 3 | 4 | 33 | 20 | +13  |
| 3    | FK Sotchi                    | 31  | 18 | 10 | 1 | 7 | 30 | 21 | +9   |
| 4    | CSKA Moscou                  | 30  | 18 | 9  | 3 | 6 | 21 | 16 | +5   |
| 5    | FK Krasnodar                 | 29  | 18 | 8  | 5 | 5 | 29 | 18 | +11  |
| 6    | Lokomotiv Moscou             | 28  | 18 | 7  | 7 | 4 | 24 | 19 | +5   |
| 7    | Akhmat Grozny                | 27  | 18 | 9  | 0 | 9 | 24 | 24 | 0    |
| 8    | Krylia Sovetov Samara P      | 27  | 18 | 7  | 3 | 7 | 22 | 18 | +4   |
| 9    | Spartak Moscou               | 23  | 18 | 6  | 5 | 7 | 20 | 26 | -6   |
| 10   | Rubin Kazan                  | 22  | 18 | 6  | 4 | 8 | 23 | 27 | -4   |
| 11   | Oural Iekaterinbourg         | 19  | 18 | 4  | 7 | 7 | 12 | 18 | -6   |
| 12   | Arsenal Toula                | 19  | 18 | 5  | 4 | 9 | 21 | 35 | -14  |
| 13   | FK Nijni Novgorod P          | 19  | 18 | 5  | 4 | 9 | 18 | 30 | -12  |
| 14   | FK Rostov                    | 18  | 18 | 4  | 6 | 8 | 30 | 35 | -5   |
| 15   | FK Oufa                      | 16  | 18 | 3  | 7 | 8 | 17 | 26 | -9   |
| 16   | FK Khimki                    | 14  | 18 | 2  | 8 | 8 | 16 | 31 | -15  |

## Statistiques

### Leader par journée
La frise suivante montre l'évolution des équipes ayant successivement occupé la première place :
|     | ——     | ——     | ——     | ——  | ——                       | ——                       | ——                       | ——                       | ——                       | ——                       | ——                       | ——                       | ——                       | ——                       | ——                       | ——                       | ——                       | ——                       | ——                       | ——                       | ——                       | ——                       | ——                       | ——                       | ——                       | ——                       | ——                       | ——                       | ——                       | —— |  |
| KRA | Zénith | Zénith | Zénith | DYN | Zénith Saint-Pétersbourg | Zénith Saint-Pétersbourg | Zénith Saint-Pétersbourg | Zénith Saint-Pétersbourg | Zénith Saint-Pétersbourg | Zénith Saint-Pétersbourg | Zénith Saint-Pétersbourg | Zénith Saint-Pétersbourg | Zénith Saint-Pétersbourg | Zénith Saint-Pétersbourg | Zénith Saint-Pétersbourg | Zénith Saint-Pétersbourg | Zénith Saint-Pétersbourg | Zénith Saint-Pétersbourg | Zénith Saint-Pétersbourg | Zénith Saint-Pétersbourg | Zénith Saint-Pétersbourg | Zénith Saint-Pétersbourg | Zénith Saint-Pétersbourg | Zénith Saint-Pétersbourg | Zénith Saint-Pétersbourg | Zénith Saint-Pétersbourg | Zénith Saint-Pétersbourg | Zénith Saint-Pétersbourg | Zénith Saint-Pétersbourg |    |  |
|     |        |        |        |     |                          |                          |                          |                          |                          |                          |                          |                          |                          |                          |                          |                          |                          |                          |                          |                          |                          |                          |                          |                          |                          |                          |                          |                          |                          |    |  |
|     |        |        |        |     |                          |                          |                          |                          |                          |                          |                          |                          |                          |                          |                          |                          |                          |                          |                          |                          |                          |                          |                          |                          |                          |                          |                          |                          |                          |    |  |
| 1   | 2      | 3      | 4      | 5   | 6                        | 7                        | 8                        | 9                        | 10                       | 11                       | 12                       | 13                       | 14                       | 15                       | 16                       | 17                       | 18                       | 19                       | 20                       | 21                       | 22                       | 23                       | 24                       | 25                       | 26                       | 27                       | 28                       | 29                       | 30                       |    |  |

### Domicile et extérieur
| Rang | Équipe                   | Pts | J  | G  | N | P | Bp | Bc | Diff |
| ---- | ------------------------ | --- | -- | -- | - | - | -- | -- | ---- |
| 1    | Zénith Saint-Pétersbourg | 40  | 15 | 13 | 1 | 1 | 43 | 15 | +28  |
| 2    | CSKA Moscou              | 30  | 15 | 8  | 3 | 3 | 24 | 9  | +15  |
| 3    | Lokomotiv Moscou         | 29  | 15 | 9  | 2 | 4 | 25 | 17 | +8   |
| 4    | Akhmat Grozny            | 27  | 15 | 9  | 0 | 6 | 23 | 17 | +6   |
| 5    | FK Sotchi                | 27  | 15 | 8  | 3 | 4 | 29 | 16 | +13  |
| 6    | FK Krasnodar             | 27  | 15 | 8  | 3 | 4 | 19 | 13 | +6   |
| 7    | Krylia Sovetov Samara    | 24  | 15 | 7  | 3 | 5 | 25 | 15 | +10  |
| 8    | Dynamo Moscou            | 24  | 15 | 7  | 3 | 5 | 25 | 19 | +6   |
| 9    | Spartak Moscou           | 23  | 15 | 6  | 5 | 4 | 22 | 17 | +5   |
| 10   | FK Rostov                | 20  | 15 | 6  | 2 | 7 | 28 | 26 | +2   |
| 11   | FK Khimki                | 20  | 15 | 5  | 7 | 3 | 21 | 19 | +2   |
| 12   | Rubin Kazan              | 17  | 15 | 5  | 2 | 8 | 19 | 25 | -6   |
| 13   | FK Oufa                  | 17  | 15 | 3  | 8 | 4 | 16 | 17 | -1   |
| 14   | Arsenal Toula            | 16  | 15 | 3  | 7 | 5 | 17 | 22 | -5   |
| 15   | FK Nijni Novgorod        | 15  | 15 | 4  | 3 | 8 | 12 | 19 | -7   |
| 16   | Oural Iekaterinbourg     | 15  | 15 | 3  | 6 | 6 | 11 | 14 | -3   |

| Rang | Équipe                   | Pts | J  | G | N | P  | Bp | Bc | Diff |
| ---- | ------------------------ | --- | -- | - | - | -- | -- | -- | ---- |
| 1    | FK Sotchi                | 29  | 15 | 9 | 2 | 4  | 25 | 14 | +11  |
| 2    | Dynamo Moscou            | 29  | 15 | 9 | 2 | 4  | 28 | 22 | +6   |
| 3    | Zénith Saint-Pétersbourg | 25  | 15 | 6 | 7 | 2  | 23 | 13 | +10  |
| 4    | FK Krasnodar             | 23  | 15 | 6 | 5 | 4  | 23 | 17 | +6   |
| 5    | CSKA Moscou              | 20  | 15 | 6 | 2 | 7  | 18 | 20 | -2   |
| 6    | Lokomotiv Moscou         | 19  | 15 | 4 | 7 | 4  | 18 | 22 | -4   |
| 7    | Oural Iekaterinbourg     | 18  | 15 | 5 | 3 | 7  | 16 | 21 | -5   |
| 8    | FK Rostov                | 18  | 15 | 4 | 6 | 5  | 19 | 25 | -6   |
| 9    | FK Nijni Novgorod        | 18  | 15 | 4 | 6 | 5  | 14 | 20 | -6   |
| 10   | Krylia Sovetov Samara    | 17  | 15 | 5 | 2 | 8  | 14 | 21 | -7   |
| 11   | Akhmat Grozny            | 15  | 15 | 4 | 3 | 8  | 13 | 21 | -8   |
| 12   | Spartak Moscou           | 15  | 15 | 4 | 3 | 8  | 15 | 24 | -9   |
| 13   | FK Oufa                  | 13  | 15 | 3 | 4 | 8  | 13 | 23 | -10  |
| 14   | FK Khimki                | 12  | 15 | 3 | 3 | 9  | 12 | 27 | -15  |
| 15   | Rubin Kazan              | 12  | 15 | 3 | 3 | 9  | 15 | 31 | -16  |
| 16   | Arsenal Toula            | 7   | 15 | 2 | 1 | 12 | 13 | 37 | -24  |

### Évolution du classement
Le tableau suivant récapitule le classement au terme de chacune des journées définies par le calendrier officiel, les matchs joués en retard sont pris en compte la journée suivante. Les équipes ayant un ou plusieurs matchs en retard sont indiqués en gras et italique.
| Journée →      | 1  | 2  | 3  | 4  | 5  | 6  | 7  | 8  | 9  | 10 | 11 | 12 | 13 | 14 | 15 | 16 | 17 | 18 | 19 | 20 | 21 | 22 | 23 | 24 | 25 | 26 | 27 | 28 | 29 | 30 | 1er | Barr. | Rel. |
| Équipe         |    |    |    |    |    |    |    |    |    |    |    |    |    |    |    |    |    |    |    |    |    |    |    |    |    |    |    |    |    |    |     |       |      |
| -------------- | -- | -- | -- | -- | -- | -- | -- | -- | -- | -- | -- | -- | -- | -- | -- | -- | -- | -- | -- | -- | -- | -- | -- | -- | -- | -- | -- | -- | -- | -- | --- | ----- | ---- |
| Akhmat         | 5  | 10 | 9  | 9  | 10 | 8  | 10 | 11 | 9  | 11 | 11 | 10 | 10 | 10 | 9  | 7  | 7  | 7  | 5  | 7  | 6  | 8  | 7  | 8  | 8  | 9  | 8  | 8  | 7  | 7  |     |       |      |
| Arsenal        | 14 | 16 | 12 | 13 | 13 | 15 | 15 | 13 | 13 | 14 | 12 | 13 | 14 | 14 | 14 | 12 | 11 | 12 | 13 | 12 | 14 | 14 | 14 | 16 | 16 | 16 | 16 | 16 | 16 | 16 |     | 14    | 11   |
| CSKA           | 6  | 8  | 10 | 8  | 6  | 6  | 8  | 7  | 5  | 6  | 4  | 3  | 5  | 5  | 6  | 6  | 5  | 4  | 4  | 4  | 3  | 3  | 3  | 3  | 3  | 3  | 4  | 4  | 5  | 5  |     |       |      |
| Dynamo         | 4  | 4  | 3  | 4  | 1  | 2  | 5  | 2  | 2  | 2  | 3  | 2  | 4  | 3  | 2  | 2  | 2  | 2  | 2  | 2  | 2  | 2  | 2  | 2  | 2  | 2  | 2  | 2  | 2  | 3  | 1   |       |      |
| Khimki         | 13 | 7  | 7  | 12 | 12 | 12 | 13 | 15 | 14 | 16 | 13 | 14 | 15 | 15 | 15 | 15 | 16 | 16 | 16 | 16 | 16 | 16 | 15 | 13 | 13 | 13 | 12 | 12 | 13 | 13 |     | 10    | 12   |
| Krasnodar      | 1  | 11 | 8  | 7  | 9  | 7  | 7  | 6  | 4  | 5  | 6  | 5  | 6  | 7  | 5  | 5  | 3  | 5  | 6  | 5  | 5  | 5  | 6  | 5  | 5  | 6  | 5  | 5  | 4  | 4  | 1   |       |      |
| Krylia Sovetov | 9  | 14 | 16 | 14 | 15 | 11 | 11 | 10 | 11 | 10 | 8  | 8  | 7  | 6  | 7  | 8  | 8  | 8  | 8  | 8  | 8  | 7  | 8  | 7  | 7  | 7  | 7  | 7  | 8  | 8  |     | 2     | 2    |
| Lokomotiv      | 3  | 3  | 4  | 5  | 3  | 4  | 3  | 3  | 3  | 4  | 5  | 4  | 2  | 4  | 4  | 4  | 6  | 6  | 7  | 6  | 7  | 6  | 5  | 6  | 6  | 5  | 6  | 6  | 6  | 6  |     |       |      |
| Nijni Novgorod | 8  | 5  | 5  | 6  | 7  | 9  | 6  | 8  | 10 | 8  | 10 | 11 | 11 | 13 | 13 | 14 | 13 | 13 | 10 | 11 | 11 | 11 | 9  | 11 | 11 | 12 | 11 | 11 | 11 | 11 |     | 5     |      |
| Oufa           | 11 | 13 | 13 | 11 | 11 | 13 | 14 | 12 | 12 | 15 | 16 | 15 | 13 | 12 | 12 | 13 | 15 | 15 | 15 | 15 | 15 | 15 | 16 | 15 | 14 | 15 | 15 | 15 | 15 | 14 |     | 8     | 15   |
| Oural          | 16 | 12 | 15 | 16 | 16 | 16 | 16 | 16 | 16 | 12 | 14 | 16 | 16 | 16 | 16 | 16 | 14 | 11 | 12 | 13 | 13 | 13 | 13 | 14 | 15 | 14 | 14 | 14 | 12 | 12 |     | 10    | 13   |
| Rostov         | 15 | 15 | 14 | 15 | 14 | 14 | 12 | 14 | 15 | 13 | 15 | 12 | 12 | 11 | 11 | 11 | 12 | 14 | 14 | 14 | 12 | 12 | 12 | 10 | 9  | 8  | 9  | 10 | 9  | 9  |     | 8     | 5    |
| Rubin          | 7  | 2  | 2  | 2  | 4  | 5  | 4  | 5  | 7  | 9  | 9  | 9  | 8  | 8  | 8  | 9  | 10 | 10 | 11 | 10 | 10 | 10 | 11 | 12 | 12 | 11 | 13 | 13 | 14 | 15 |     | 3     | 1    |
| Sotchi         | 12 | 6  | 6  | 3  | 5  | 3  | 2  | 4  | 6  | 3  | 2  | 6  | 3  | 2  | 3  | 3  | 4  | 3  | 3  | 3  | 4  | 4  | 4  | 4  | 4  | 4  | 3  | 3  | 3  | 2  |     |       |      |
| Spartak        | 10 | 9  | 11 | 10 | 8  | 10 | 9  | 9  | 8  | 7  | 7  | 7  | 9  | 9  | 10 | 10 | 9  | 9  | 9  | 9  | 9  | 9  | 10 | 9  | 10 | 10 | 10 | 9  | 10 | 10 |     |       |      |
| Zénith         | 2  | 1  | 1  | 1  | 2  | 1  | 1  | 1  | 1  | 1  | 1  | 1  | 1  | 1  | 1  | 1  | 1  | 1  | 1  | 1  | 1  | 1  | 1  | 1  | 1  | 1  | 1  | 1  | 1  | 1  | 28  |       |      |

1. ↑  Les matchs de la 19e journée Krasnodar-Lokomotiv Moscou et Rostov-Krylia Sovetov Samara sont reportés du fait de la suspension des activités des aéroports situés à proximité de la frontière ukrainienne dans le contexte de l'invasion russe de l'Ukraine. Le match Rostov-Krylia Sovetov est finalement joué entre la 24e et la 25e journée et celui opposant Krasnodar au Lokomotiv entre la 27e et la 28e journée.

## Distinctions individuelles
| Rang | Joueur               | Club                                           | Buts | Pen. | Min./but |
| ---- | -------------------- | ---------------------------------------------- | ---- | ---- | -------- |
| 1    | Gamid Agalarov       | FK Oufa                                        | 19   | 5    | 121,68   |
| 2    | Mateo Cassierra (en) | FK Sotchi                                      | 14   | 0    | 132,86   |
| 3    | Dmitri Poloz         | FK Rostov                                      | 14   | 5    | 143,36   |
| 4    | Fiodor Smolov        | Lokomotiv Moscou Dynamo Moscou                 | 12   | 2    | 162,67   |
| 5    | Artyom Dziouba       | Zénith Saint-Pétersbourg                       | 11   | 1    | 146,18   |
| 6    | Eric Bicfalvi        | Oural Iekaterinbourg                           | 10   | 0    | 231      |
| 7    | Ivan Sergueïev       | Krylia Sovetov Samara Zénith Saint-Pétersbourg | 10   | 2    | 207,8    |
| 8    | Denis Glouchakov     | FK Khimki                                      | 10   | 4    | 227,2    |
| 9    | Daniil Fomine        | Dynamo Moscou                                  | 10   | 7    | 246,5    |
| 10   | Rifat Jemaletdinov   | Lokomotiv Moscou                               | 9    | 0    | 181,44   |

| Rang | Joueur              | Club                                           | Passes |
| ---- | ------------------- | ---------------------------------------------- | ------ |
| 1    | Anton Zinkovski     | Krylia Sovetov Samara                          | 9      |
| 2    | Sebastian Szymański | Dynamo Moscou                                  | 8      |
| 3    | Rémi Cabella        | FK Krasnodar                                   | 6      |
| 3    | Artyom Dziouba      | Zénith Saint-Pétersbourg                       | 6      |
| 3    | Rifat Jemaletdinov  | Lokomotiv Moscou                               | 6      |
| 3    | Daler Kouziaïev     | Zénith Saint-Pétersbourg                       | 6      |
| 3    | Malcom              | Zénith Saint-Pétersbourg                       | 6      |
| 3    | Christian Noboa     | FK Sotchi                                      | 6      |
| 3    | Ivan Sergueïev      | Krylia Sovetov Samara Zénith Saint-Pétersbourg | 6      |
| 3    | Arsen Zakharyan     | Dynamo Moscou                                  | 6      |

### Récompenses mensuelles
| Mois              | Joueur du mois | Joueur du mois           | Entraîneur du mois | Entraîneur du mois    | But du mois         | But du mois              | But du mois                                     |
| Mois              | Joueur         | Club                     | Entraîneur         | Club                  | Joueur              | Club                     | Adversaire                                      |
| ----------------- | -------------- | ------------------------ | ------------------ | --------------------- | ------------------- | ------------------------ | ----------------------------------------------- |
| Juillet-Août      | Fiodor Smolov  | Lokomotiv Moscou         | Sandro Schwarz     | Dynamo Moscou         | Alekseï Ionov       | FK Krasnodar             | Rubin Kazan (1-0, 27 août 2021)                 |
| Septembre         | Artiom Dziouba | Zénith Saint-Pétersbourg | Sandro Schwarz     | Dynamo Moscou         | Anders Dreyer       | Rubin Kazan              | Oural Iekaterinbourg (1-0, 13 septembre 2021)   |
| Octobre           | Gamid Agalarov | FK Oufa                  | Igor Osinkine (en) | Krylia Sovetov Samara | Kings Kangwa        | Arsenal Toula            | Zénith Saint-Pétersbourg (2-1, 16 octobre 2021) |
| Novembre-Décembre | Claudinho      | Zénith Saint-Pétersbourg | Sandro Schwarz     | Dynamo Moscou         | Claudinho           | Zénith Saint-Pétersbourg | FK Rostov (1-2, 3 décembre 2021)                |
| Février-Mars      | Yusuf Yazıcı   | CSKA Moscou              | Alexeï Bérézoutski | CSKA Moscou           | Quincy Promes       | Spartak Moscou           | Dynamo Moscou (2-0, 6 mars 2022)                |
| Avril             | Wilson Isidor  | Lokomotiv Moscou         | Valeri Karpine     | FK Rostov             | Kirill Chtchetinine | FK Rostov                | Lokomotiv Moscou (1-0, 10 avril 2022)           |
| Mai               | Eric Bicfalvi  | Oural Iekaterinbourg     | Vladimir Fedotov   | FK Sotchi             | Nikita Krivtsov     | FK Krasnodar             | CSKA Moscou (1-0, 15 mai 2022)                  |

### Récompenses de la saison
La liste suivante détaille les différentes distinctions individuelles distribuées à l'issue de la saison par la Première Ligue russe.
- Meilleur entraîneur[20] :  Sergueï Semak (Zénith Saint-Pétersbourg)
- Meilleur joueur[21] :  Claudinho (Zénith Saint-Pétersbourg)
- Meilleur gardien de but[22] :  Igor Akinfeïev (CSKA Moscou)
- Meilleur jeune joueur[23] :  Gamid Agalarov (FK Oufa)
- Meilleur but[24] :  Kirill Chtchetinine (FK Rostov) contre le Lokomotiv Moscou (1-0, 10 avril 2022)

### Liste des 33 meilleurs joueurs
À l'issue de la saison, la fédération russe de football désigne les 33 meilleurs joueurs du championnat (ru).
Gardien
1. Matvey Safonov (FK Krasnodar)
2. Igor Akinfeïev (CSKA Moscou)
3. Ilia Lantratov (en) (FK Khimki)

Arrière droit
1. Mário Fernandes (CSKA Moscou)
2. Alekseï Soutormine (Zénith Saint-Pétersbourg)
3. Guillermo Varela (Dynamo Moscou)

Défenseur central droit
1. Fabián Balbuena (Dynamo Moscou)
2. Igor Diveïev (CSKA Moscou)
3. Maksim Osipenko (FK Rostov)

Défenseur central gauche
1. Rodrigão (en) (FK Sotchi)
2. Gueorgui Djikiya (Spartak Moscou)
3. Dmitri Chistiakov (Zénith Saint-Pétersbourg)

Arrière gauche
1. Douglas Santos (Zénith Saint-Pétersbourg)
2. Sergueï Terekhov (en) (FK Sotchi)
3. Danil Krougovoï (Zénith Saint-Pétersbourg)

Milieu droit
1. Malcom (Zénith Saint-Pétersbourg)
2. Zelimkhan Bakaïev (Spartak Moscou)
3. Daler Kouziaïev (Zénith Saint-Pétersbourg)

Milieu central droit
1. Christian Noboa (FK Sotchi)
2. Sebastian Szymański (Dynamo Moscou)
3. Daniil Fomine (Dynamo Moscou)

Milieu central gauche
1. Claudinho (Zénith Saint-Pétersbourg)
2. Wílmar Barrios (Zénith Saint-Pétersbourg)
3. Danil Glebov (FK Rostov)

Milieu gauche
1. Arsen Zakharyan (Dynamo Moscou)
2. Anton Zinkovski (Krylia Sovetov Samara)
3. Dmitri Poloz (FK Rostov)

Attaquant droit
1. Gamid Agalarov (FK Oufa)
2. Rifat Jemaletdinov (Lokomotiv Moscou)
3. Artyom Dziouba (Zénith Saint-Pétersbourg)

Attaquant gauche
1. Mateo Cassierra (en) (FK Sotchi)
2. Ivan Sergueïev (Krylia Sovetov Samara/Zénith Saint-Pétersbourg)
3. Eric Bicfalvi (Oural Iekaterinbourg)

## Bilan de la saison
| Championnat de Russie de football 2021-2022 |                                     |
| Champion                                    | Zénith Saint-Pétersbourg (8e titre) |
| Dauphin                                     | FK Sotchi                           |
| Coupes et trophées                          |                                     |
| Vainqueur de la Coupe de Russie 2021-2022   | Spartak Moscou                      |
| Qualifications continentales                |                                     |
| Promotions et relégations                   |                                     |
| Promus en première division                 | Torpedo Moscou                      |
| Promus en première division                 | Fakel Voronej                       |
| Promus en première division                 | Orenbourg                           |
| Relégués en deuxième division               | FK Oufa                             |
| Relégués en deuxième division               | Rubin Kazan                         |
| Relégués en deuxième division               | Arsenal Toula                       |